# Libertad (1865)
El Libertad fue un buque de vapor de guerra que sirvió en la Armada Argentina durante la Guerra de la Triple Alianza.

## Historia
El vapor mercante fluvial Libertad fue arrendado en el río Luján al estallar la Guerra del Paraguay, en momentos en que otro vapor de la armada de igual nombre pasaba a retiro.
Con mando y tripulación civil operó en misiones de enlace logístico entre la ciudad de Buenos Aires y la ciudad de Corrientes. Participó de las operaciones de transporte de tropas en Paso de la Patria de abril de 1866 y al mando del capitán Guillermo Lawrence tomó parte en el combate de Itapirú.
En 1867 pasó a Buenos Aires para efectuar reparaciones permaneciendo en esa situación durante la mayor parte del año al mando sucesivo del capitán José María Manzano, del teniente Erasmo Obligado y del capitán Ceferino Ramírez.
Al mando de Ramírez regresó en 1868 se reintegró al servicio transportando tropas y suministros al teatro de operaciones y repatriando heridos. A mediados de ese año asumió el mando el teniente Carlos Ball y en 1869 el capitán Clodomiro Urtubey, bajo cuyo comando tuvo la responsabilidad de remolcar a Buenos Aires al vapor Gualeguay tras su recuperación.
No se conservan referencias posteriores al año 1870 por lo que se supone fue devuelto a sus propietarios.